# Boys Be

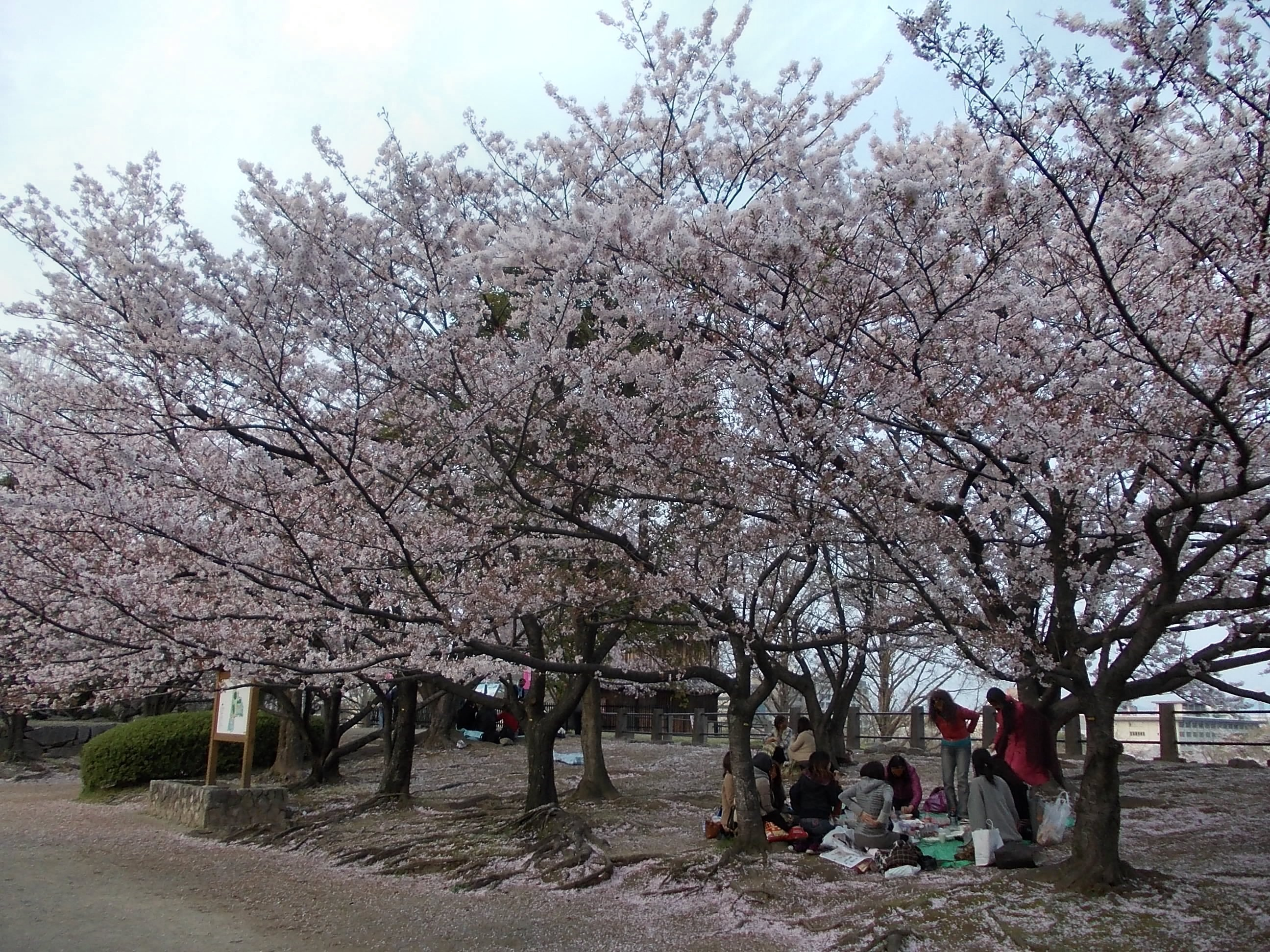
Hanami no Castelo de Fukuoka. Aceito em 30 de março de 2013.

Boys Be (ボーイズ・ビー) é um anime em 13 episódios feita em 2000 pela Hal Film Maker. É baseada no mangá original de Masahiro Itabashi, desenhada por Hiroyuki Tamakoshi. Foram criadas três mangás publicadoos pela Kodansha na Shukan Shonen Magazine.

## Descrição
O anime mostra os bons e maus momentos, as alegrias e tristezas do primeiro amor e do romance adolescente. Seis estudantes lutam para encontrar o seu verdadeiro amor e os seus únicos inimigos são as suas limitações adolescentes.
Cada episódio começa e acaba com uma citação filosófica que resume o conteúdo do episódio. Boys Be…, embora centrado em Kyoichi e Chiharu, conta a história das sete ou oito personagens principais e da sua vida amorosa.

## Personagens
- Kyoichi Kanzaki — mais voltado às atividades artísticas, como pintura e escultura.
- Nitta Chiharu — uma das mais promissoras atletas da escola.
- Makoto Kurumizawa — mulherengo que adora se divertir em tratando-se de outros, além de ser o fofoqueiro-mor da escola.
- Kenjo-san — o amigo forte que completa o trio masculino: boa gente, um craque no "basebal",
- Kenjo — meio lerdo para captar as coisas... Apesar disto, é disparado o mais racional e lógico dos três.
- Yumi — personagem com um senso de humor peculiar e que usa óculos gigantescos!

## Seiyuu
- Chiharu - Megumi Hayashibara
- Natsue Horikawa - Aika Mizuno
- Kyoichi Kanzaki - Kenichi Suzumura
- Erika Kawai - Michiko Neya
- Yumi Kazama - Miki Nagasawa
- Yoshihiko Kenjo - Hideo Ishikawa
- Aya Kurihara - Misato Fukuen
- Makoto Kurumizawa - Akira Ishida
- Aki Mizutani - Yuri Shiratori
- Jyunna Morio - Rika Komatsu
- Chiharu Nitta - Kazusa Murai
- Nao Nitta - Chie Ishibashi
- Shoko Sayama - Yuka Imai
- Mizuki Takano - Junko Noda